# LUMOS Orchestra
LUMOS Orchestra (акронім від Lviv Unique and Magical Orchestra of Soundtracks, Львівський Унікальний та Магічний Оркестр Саундтреків) — незалежний молодіжний симфонічний оркестр зі Львова, Україна. Головним спрямуванням оркестру є музика та саундтреки з фільмів, серіалів, відеоігор, аніме та інших об’єктів попкультури.
Колектив відомий своїм оригінальним аранжуванням та інтерактивними концертами. 
Оркестр веде як власну концертну діяльність, так і бере участь у спільних проєктах з іншими колективами, а також виступає на масових заходах та фестивалях. Окремий вид діяльності оркестру — створення тематичних відеокліпів на власні кавери відомих композицій .

## Історія створення
Спочатку колектив створювався як гурт музикантів, які спеціалізувалися на виконанні музики з аніме, J-RPG, j-rock та японських композиторів . Вони утворилися як гурт “Cantabile” (з італійської — “пісенний”, “співучий”), що було натхненно аніме-серіалом про музикантів “Nodame Cantabile” . Тоді головною метою групи було “показати музикантам-анімешникам, що грати композиції з аніме наживо — це цілком реально”, а мотивацією стало “дати [фанатам] можливість почути улюблену музику у живому виконанні”  . Оригінальний склад включав сім людей. 
Перший виступ групи відбувся на відкритті другого аніме-фестивалю Seiza Ultimate у Хмельницькому у 2008 році . 
Коли у 2010 році колектив сягнув понад десять людей, гурт вирішив перейменуватися у Cantabile Orchestra та почав виступати  у напрямку симфонічного виконання саундтреків .
У 2017 році колектив взяв хіатус та зробив ребрендинг на LUMOS Orchestra (Lviv Unique and Magical Orchestra of Soundtracks), “бо ж LUMOS — це світло, магія та музика, що завжди з нами” . Перший виступ під новою назвою відбувся 21 червня на фестивалі «Свято музики у Львові».
Після ребрендингу оркестр почав активно розвивати інтерактивну складову концертів та художню постановку. У результаті в репертуарі з’явилися концерт-історія “Гаррі Поттер”, концерт-трилогія “Гра престолів: симфонія льоду та полум’я”, “Epic Gaming Music”, “The Sounds of Christmas” та інші тематичні концерти.

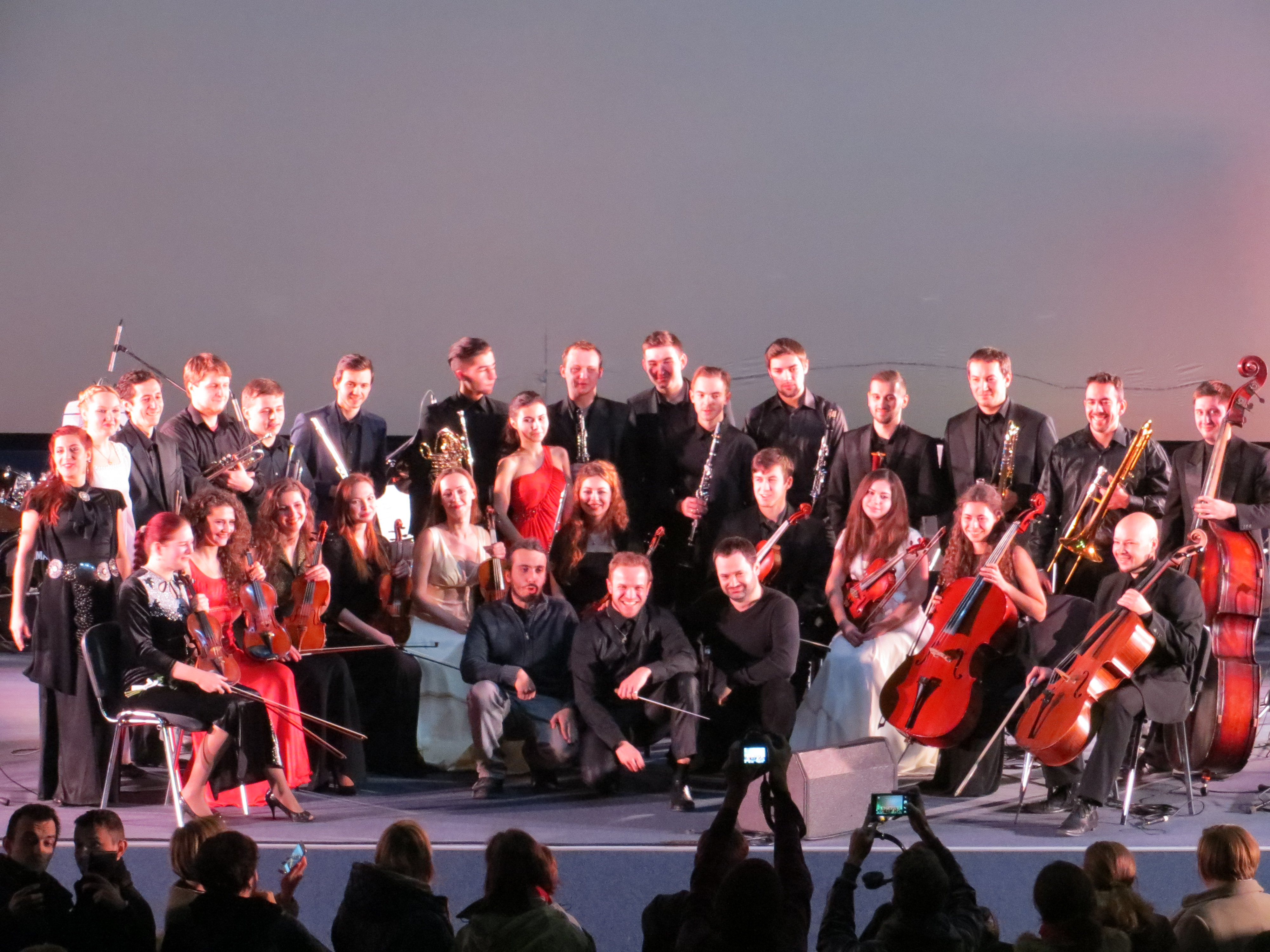
Cantabile Orchestra 2 грудня 2015 року

## Концертна діяльність

### Концерт “Володар перснів”
LUMOS (Cantabile) Orchestra почали грати музику з трилогії фільмів “Володар перснів” з ранніх періодів своєї творчості (найбільш рання згадка — 5 березня 2011 року). За мотивами з цих фільмів оркестр зробив свій перший тематичний концерт на музику Говарда Шора в честь 120-ї річниці з дня народження Дж. Р. Р. Толкіна у Києві та Львові , зі слів блогу одного з учасників — це був “найбільший проект за час існування колективу” . Тоді до концертів долучилася хорова капела "Дніпро" КНУ ім. Т. Г. Шевченка.
У 2018 році на Сomic Con Ukraine LUMOS грали фрагмент програми на фотосесіях Джона Ріс-Девіса, актора ґнома Ґімлі . З програмою по Володарю перснів оркестр спільно з хоровою капелою Вільнюського університету «Gaudeamus» провели концерти в Україні та Литві. 
У 2024 році оркестр зробив прем’єру програми “Володар перснів та Гобіт”, у наповнення якої входила музика з трилогії “Гобіта” та з трилогії “Володаря перснів” .

### Концерт-історія “Гаррі Поттер”
Вперше тематичний концерт по Гаррі Поттеру оркестр провів у 2016 році. У 2018 був проведений перший “концерт-історія” по всесвіту Гаррі Поттера, який мав інтерактивну частину змагання за Кубок Гоґвортсу: у фейсбуці оркестру відвідувачі, розгадували загадки, проходили вікторини та брали участь в конкурсах, а сам фінал змагання за Кубок відбувся на концерті . 
У 2022 році програма концерту була оновлена: оркестр додав нові декорації (наприклад, великі прапори гуртожитків), відшили костюми на учасників, збільшили музичну частину (додали саундтреки з фільму “Фантастичні звірі і де їх шукати"), а до виступів долучився Галицький камерний хор "Євшан" . 
У 2024 році LUMOS Orchestra спільно з Lighthouse CA провели “Гаррі Поттер і зимовий фестиваль” навколо концерту-історії у МВЦК з оновленою програмою та інтерактивами . До організації активностей фестивалю доєдналася команда фентезі-фестивалю Аль Мор, а до самого виступу долучили акторів, що відігравали ролі Альбуса Дамблдора, Северуса Снейпа та Мінерву МакҐонеґел між виконанням композицій. Також відбулося масштабне змагання за Кубок Гоґвортсу, де переміг Слизерин .

### Концерт-трилогія “Гра Престолів: симфонія Льоду та Полум'я”
У 2023 році оркестр зробив прем’єру тематичного шоу по серіалах “Гра Престолів” та “Дім Дракона” на музику композитора — Раміна Джаваді. Музика з серіалу була адаптована та спеціально аранжована оркестром для створення “сюжетності” програми, а сам виступ був доповнений розповіддю-переказом й цитатами з книжок, спеціально створеними костюмами персонажів з серіалу, декораціями та сценарною постановкою з анімацією та малюнками . У шоу також брав участь хор “Євшан”.  
У програмі концерту були інтерактивні елементи: оркестр організовував опитування та конкурси серед глядачів, щоб завдяки результатам обрати, хто ж з представлених “Домів” очолить Залізний трон Вестероса.

### Концерт “Герої меча та магії ІІІ”
На червень 2022 року були заплановані два концерти по саундтреках з гри Heroes of Might and Magic ІІІ з самим композитором, Полом Ентоні Ромеро. Через військове вторгнення Росії в Україну в 2022 році, концерти перенесли на рік. 
У червні 2023 року відбулися три концерти за участі Пола Ромеро (фортепіано) та Брока Саммерса (саксофон) в оригінальному аранжуванні з українськими народними інструментами, як-от бандура та цимбали . 
До художнього оформлення концерту долучився художник-ілюстратор Єгор Ключник для створення оригінальних ілюстрацій та анімацій для сценарної постановки. У березні 2024 відбулися ще два концерти у Львові та Києві .

### Музика віртуальних світів та Epic Gaming Music
“Музика віртуальних світів" або “Music of Virtual Worlds” — тематичні концерти LUMOS по саундтреках із відеоігор, які вони проводили з 2012 року. На ідею створення концертів з живим виконанням музики з відеоігор колектив надихнув приклад Video Games Live композитора Томмі Талларіко . 
Колектив щороку називав концерти за розділами та тематикою, усього 5 томів або розділів: 
1. From Dungeons to Stars (2012 рік): The Elder Scrolls, Civilization, Prince of Persia, Gothic, Arcanum, Deus Ex, Mass Effect, Final Fantasy, Red Alert, Castlevania, The Witcher та ін. [22].
2. Поміж драконів та зорельотів (2013 рік, спільно з ансамблем "Kings and Beggars"): Heroes of Might and Magic, Neverwinter Nights, World of Warcraft, Bard’s Tale, The Witcher, Stronghold, Dragon Age, Assassin’s Creed, Mass Effect, Bioshock Infinite, StarCraft, Dune та ін. [23]
3. With Guns and Magic (2014 рік): StarCraft 2, Total War: Rome 2, Deus Ex: Human Revolution, Assassin’s Creed 2, Fallout, Dragon Age, Crysis 2, World of Warcraft, The Elder Scrolls, Mass Effect, Call of Duty [24].
4. Сила магії (2015 рік): The Witcher 3, Pillars of Eternity, Dark Souls, Dragon Age, Legend of Grimrock, Divinity: Original Sin, Torchlight, Diablo 3, IceWind Dale, Neverwinter Nights, Baldur’s Gate, Bastion, Arcanum, The Gothic, GuildWars 2, World of Warcraft, Final Fantasy, The Legend of Zelda, Chrono Trigger, Ever Quest 2, The Elder Scrolls. Вперше залучені українські косплеєри та спеціальна художня постановка [25].
5. Another Earth (2017 рік): тематика – постапокаліпсис та космос в іграх, у рамках фестивалю Craft Beer & Vinyl, Half-Life, Fallout, Doom, Mass Effect та інш. [26]

У 2024 році на фестивалі FANCON UA 2024 відбулася прем’єра ще однієї програми по саундтреках з відеоігр — Epic Gaming Music: The Witcher, God of War, The Elder Scrolls V: Skyrim та Elden Ring, Last of Us, Assassin's Creed, World of Warcraft, Baldur's Gate 3, Doom, Metal Gear Solid, Demon's Souls, Mass Effect, та інші .

### Інші тематичні концерти:
- Концерт-легенда по “Star Wars”;
- "Музична Одіссея 2019": музика з "Інтерстеллар", "Іншопланетянин", "Зоряний шлях", "Люди в чорному", "П'ятий елемент", "Вартові галактики" та ін.
- Концерт “The Impossible Hero” до 50-річчя "Доктор Хто" (2013 р.);
- Концерт “Саундтреки: Крізь Обрій" (2015 р.);
- "Симфонічна Мульт-феєрія" — музика до мультиплікаційних фільмів та серіалів;
- The Sounds of Christmas (з 2017 року);
- Концерт “Музика світів Хаяо Міядзакі” [28].

## Керівники
- Діана Коваль — засновниця, художня керівниця, аранжувальниця, скрипалька
- Сергій Сич — засновник, директор, менеджер, технічний керівник
- Назар Кулиняк — диригент (2012-2021 рр.)
- Роман Кресленко — диригент (сесійно з 2019 року, постійно — з 2022 року)

## Фестивалі
Колектив є регулярним або епізодичним учасником наступних фестивалів та масових заходів:
- Comic Con Ukraine [29];
- Свято музики у Львові [30];
- Ніч у Луцькому Замку [31];
- Craft Beer & Vinyl Music Festival [32];
- DiceCon [33];
- FANCON UA 2024 [34];
- Atlas Weekend 2024 [35];
- Wiz-Art 2011 (разом із ві-джеєм Томмі Мустаніємі (Фінляндія)) [36];
- та інших.

Також оркестр регулярно запрошують на тематичні події, присвячені відеоігровій індустрії, зокрема:
- Lviv GameDev Conference[37]
- CEE Games[38]

### Atlas Weekend 2024
У 2024 році оркестр спільно з Галицьким камерним хором "Євшан" акомпанував закордонному гедлайнеру Шарон ден Адель, солістці нідерландського метал-гурту Within Temptation на аранжування Марії Єрмак . 
Тоді оркестру довелося за дуже короткий час готуватися до концерту, за словами самої ден Адель: “Тільки [за день до виступу на фестивалі] вони зіграли вперше, і мали разом зі мною лише сорок хвилин, насправді. Але разом вони працювали всю ніч, щоб усе підготувати” .